# Перлит
Перлитът (на френски: perle – перла, бисер) е вид кисело водосъдържащо вулканично стъкло.
Раздробен и подложен на температурна обработка (900 – 1100 °C) перлитът силно набъбва, и като такъв се използва като лек звуко- и топлоизолационен материал, пълнител в бетон, в циментовата промишленост и др. Значителни находища на перлит в България има в района на Кърджали.
Основният състав на перлита е: SiO2 (70 – 75 %), AI2O3 (12 – 15 %), К2О (3 – 5 %), Na2O (3 – 4 %), Fe2O3 (0,5 – 2 %), MgO (0,2 – 0,7 %), CaO (0,5 – 1,5 %), H2O (3 – 5 %).
Потвърдените запаси на перлит в Армения възлизат на около 150 млн. m3, а общото предполагаемо количество е над 3 млрд. m3. Други потвърдени запаси на перлит са в Гърция – 120 млн. тона, в Турция, САЩ и Унгария – по около 49 – 57 млн. тона. Световното производство на перлит в Китай, Турция, Гърция, САЩ, Армения и Унгария възлиза на 4,6 млн. тона през 2018 г.